# Safari Hellas
Safari Hellas war ein griechischer Hersteller von Automobilen.

## Unternehmensgeschichte
Pavlos Kerabos ist seit 1975 im Automobilgeschäft tätig. 1977 gründete er das Unternehmen Safari Hellas zur Produktion von Automobilen. Der Markenname lautete Safari. 1978 endete die Produktion bereits wieder. 2011 stellte Kerabos mit seinem Unternehmen Keraboss ein neues Modell vor, von dem bisher nur zwei Exemplare hergestellt wurden.

## Fahrzeuge
Das einzige Modell von Safari Hellas war ein offenes Freizeitauto. Die Lizenz kam von Gurgel aus Brasilien. Compodanbil A/S aus Dänemark fertigte ein ähnliches Modell. Für den Antrieb sorgte ein Vierzylinder-Boxermotor von Volkswagen.